# El oficial y el espía
El oficial y el espía (J'accuse, en el original en francés) es una coproducción dramática histórica franco-italiana de 2019, dirigida por Roman Polanski, acerca del caso Dreyfus, con guion del propio director y de Robert Harris, a partir de la novela An Oficial and a Spy (2013) de este último. Se estrenó en el 76.º Festival Internacional de Cine de Venecia el 30 de agosto de 2019, donde obtuvo el Gran Premio del Jurado.

## Sinopsis
La película se centra en el famoso Caso Dreyfus de 1894. Jean Dujardin interpreta al oficial francés Georges Picquart. Después de ser nombrado jefe de la sección de inteligencia del ejército (Deuxième Bureau, service de renseignement militaire) en 1895, descubre que se usaron pruebas falsas para condenar a Alfred Dreyfus, uno de los pocos miembros judíos del personal general del ejército francés, por pasar secretos militares al imperio alemán. Picquart arriesga su carrera y su vida, luchando durante una década para exponer la verdad y liberar al condenado por error Dreyfus de la temida prisión de la Isla del Diablo.

## Reparto
- Jean Dujardin como el Coronel Georges Picquart.
- Louis Garrel como el Capitán Alfred Dreyfus.
- Emmanuelle Seigner como Pauline Monnier, amante de Picquard
- Mathieu Amalric como Alphonse Bertillon, experto en grafología.
- Àndre Marcon como Èmile Zola, escritor y periodista.
- Gérard Chaillou como Georges Clemenceau, columnista de L'Aurore.
- Nicolas Bridet como Mathieu Dreyfus, hermano mayor del Capitán Dreyfus.
- Melvil Poupaud como Fernand Labori, abogado de Èmile Zola y el Capitán Dreyfus
- Denis Podalydès  como Edgar Demange, abogado de Dreyfus en los dos primeros consejos de guerra.
- Vincent Perez como Louis Leblois, abogado del Capitán Dreyfus y amigo de la infancia del Coronel Picquard.
- Hervé Pierre como el General Charles-Arthur Gosse.
- Wladimir Yordanoff como el General Auguste Mercier.
- Didier Sandre como el General Raoul Le Mouton de Boisdeffre.
- Vincent Grass como el General Jean-Baptiste Billot.
- Laurent Stocker como el General Georges-Gabriel de Pellieux.
- Eric Ruf como el Coronel Jean Sandherr.
- Michel Vuillermoz como el Teniente Coronel Armand du Paty de Clam.
- Grégory Gadebois como el Comandante Hubert-Joseph Henry.
- Laurent Natrella como el Comandante Ferdinand Walsin Esterhazy.
- Kevin Garnichat como el Capitán Jules Lauth.

## Producción
Robert Harris se inspiró para escribir la novela por el interés de su amigo Polanski en el asunto Dreyfus. Harris siguió la novela con un guion de la misma historia, titulada D, para la cual se anunció como director, en el 2012, a Polanski.
Esta película marca la tercera vez que Harris trabaja con Polanski. Harris escribió anteriormente con Polanski The Ghost Writer, que también fue una adaptación de una de sus novelas, The Ghost. Los dos se unieron por primera vez en el 2007 en una adaptación cinematográfica de la novela de Harris, Pompeya, que se canceló justo antes de la filmación debido a una inminente huelga de actores.
Aunque se estableció en París, un oficial, la película programó por primera vez para disparar en Varsovia en 2014, por razones económicas. Sin embargo, la producción se pospuso después de que Polanski se mudó a Polonia para filmar y el gobierno de los Estados Unidos presentó documentos de extradición. El gobierno polaco finalmente los rechazó, momento en el cual se habían introducido nuevos créditos fiscales de películas francesas, lo que permitió que la película se rodara en París.
La filmación comenzó el 26 de noviembre de 2018 y se completó el 28 de abril de 2019. La película fue producida por Légende Films, de Alain Goldman, y distribuida por Gaumont.

## Recepción

### Crítica
El oficial y el espía tiene un índice de aprobación del 71 % en el sitio web del agregador de críticas de cine Rotten Tomatoes, según 24 revisiones, con un promedio ponderado de 6.78 / 10. En Metacritic, la película tiene una calificación de 56 sobre 100, basada en 9 críticas, lo que indica "críticas mixtas o promedio".

## Premios
- Fuente: Página de la película en IMDb.

| Año  | Premio                                    | Categoría                                 | Nominado                                                        | Resultado |
| ---- | ----------------------------------------- | ----------------------------------------- | --------------------------------------------------------------- | --------- |
| 2019 | Camerimage                                | Rana dorada (Mejor film y fotografía)     | Paweł Edelman                                                   | Nominado  |
| 2019 | Premios del Cine Europeo                  | Mejor película europea                    | Roman Polanski                                                  | Nominado  |
| 2019 | Premios del Cine Europeo                  | Mejor director europeo                    | Roman Polanski                                                  | Nominado  |
| 2019 | Premios del Cine Europeo                  | Mejor actor europeo                       | Jean Dujardin                                                   | Nominado  |
| 2019 | Premios del Cine Europeo                  | Mejor guionista europeo                   | Robert Harris y Roman Polanski                                  | Nominados |
| 2019 | Festival Internacional de Cine de Venecia | León de Oro                               | Roman Polanski                                                  | Nominado  |
| 2019 | Festival Internacional de Cine de Venecia | Premio Fipresci (Sección paralela)        | Roman Polanski                                                  | Ganador   |
| 2019 | Festival Internacional de Cine de Venecia | Premio Green Drop (Sección paralela)      | Roman Polanski                                                  | Ganador   |
| 2019 | Festival Internacional de Cine de Venecia | Premio Sorriso Diverso (Sección paralela) | Roman Polanski                                                  | Ganador   |
| 2019 | Festival Internacional de Cine de Venecia | Gran Premio del Jurado (Sección paralela) | Roman Polanski                                                  | Ganador   |
| 2020 | Premios César                             | Mejor vestuario                           | Pascaline Chavanne                                              | Ganador   |
| 2020 | Premios César                             | Mejor decorado                            | Jean Rabasse                                                    | Nominado  |
| 2020 | Premios César                             | Mejor fotografía                          | Paweł Edelman                                                   | Nominado  |
| 2020 | Premios César                             | Mejor adaptación                          | Robert Harris y Roman Polanski                                  | Ganador   |
| 2020 | Premios César                             | Mejor montaje                             | Hervé de Luze                                                   | Nominado  |
| 2020 | Premios César                             | Mejor sonido                              | Lucien Balibar, Aymeric Devoldère, Cyril Holtz y Niels Barletta | Nominados |
| 2020 | Premios César                             | Mejor música                              | Alexandre Desplat                                               | Nominado  |
| 2020 | Premios César                             | Mejor dirección                           | Roman Polanski                                                  | Ganador   |
| 2020 | Premios César                             | Mejor actor                               | Jean Dujardin                                                   | Nominado  |
| 2020 | Premios César                             | Mejor película                            | Roman Polanski                                                  | Nominado  |
| 2020 | Premios César                             | Mejor actor secundario                    | Grégory Gadebois                                                | Nominado  |
| 2020 | Premios César                             | Mejor actor secundario                    | Louis Garrel                                                    | Nominado  |
| 2020 | Premio David de Donatello                 | Mejor película extranjera                 | Roman Polanski                                                  | Nominado  |
| 2020 | Premios Lumières                          | Mejor película                            | Roman Polanski                                                  | Nominado  |
| 2020 | Premios Lumières                          | Mejor director                            | Roman Polanski                                                  | Ganador   |
| 2020 | Premios Lumières                          | Mejor actor                               | Jean Dujardin                                                   | Nominado  |
| 2020 | Premios Lumières                          | Mejor guion                               | Robert Harris y Roman Polanski                                  | Nominado  |
| 2020 | Premios Lumières                          | Mejor fotografía                          | Paweł Edelman                                                   | Nominado  |
| 2020 | Premios del Cine Polaco                   | Mejor película europea                    | Roman Polanski                                                  | Nominado  |
| 2021 | Premios Goya                              | Mejor película europea                    | Roman Polanski                                                  | Nominado  |